# Матойнс

Матойнс на карте штата.

Матойнс (порт. Matões) — муниципалитет в Бразилии, входит в штат Мараньян. Составная часть мезорегиона Восток штата Мараньян. Входит в экономико-статистический микрорегион Кашиас. Население составляет 31 015 человек на 2010 год. Занимает площадь 2107,403 км². Плотность населения — 14,72 чел./км².

## Демография
Согласно сведениям, собранным в ходе переписи 2010 г. Национальным институтом географии и статистики (IBGE), население муниципалитета составляет:
| Полное население                               | Полное население                               | Полное население                               | Полное население                               | 31 015 |
| ---------------------------------------------- | ---------------------------------------------- | ---------------------------------------------- | ---------------------------------------------- | ------ |
| в том числе:                                   | Городское население                            | 13 635                                         | Процент городского населения, %                | 43,96  |
|                                                | Сельское население                             | 17 380                                         | Процент сельского населения, %                 | 56,04  |
|                                                | Мужское население                              | 15 583                                         | Процент мужского населения, %                  | 50,24  |
|                                                | Женское население                              | 15 432                                         | Процент женского населения, %                  | 49,76  |
| Плотность населения, чел/км²                   | Плотность населения, чел/км²                   | Плотность населения, чел/км²                   | Плотность населения, чел/км²                   | 14,72  |
| Население муниципалитета в % к населению штата | Население муниципалитета в % к населению штата | Население муниципалитета в % к населению штата | Население муниципалитета в % к населению штата | 0,47   |

По данным оценки 2016] года, население муниципалитета составляет 32 988 жителей.

## История
Город основан 30 декабря 1954 года. 

## Статистика
- Валовой внутренний продукт на 2003 год составляет 29 860 587,00 реалов (данные: Бразильский институт географии и статистики).
- Валовой внутренний продукт на душу населения на 2003 год составляет 1110,93 реалов (данные: Бразильский институт географии и статистики).
- Индекс развития человеческого потенциала на 2000 год составляет 0,567 (данные: Программа развития ООН).